# زندانی خیابان دوم
زندانی خیابان دوم (انگلیسی: The Prisoner of Second Avenue) یک فیلم کمدی سیاه آمریکایی به کارگردانی ملوین فرانک است که در سال ۱۹۷۵ منتشر شد.

## بازیگران
- جک لمون
- آن بنکرافت
- جین ساکس
- الیزابت ویلسون
- فلورنس استنلی
- سیلوستر استالونه
- اف. موری آبراهام
- جان ریتر